# MXit
MXit est une application de messagerie instantanée développé par MXit Lifestyle (Pty) Ltd. en Afrique du Sud.